# Itacoatiara (gemeente)
Itacoatiara is een gemeente in de Braziliaanse deelstaat Amazonas. De gemeente telt 99.854 inwoners (schatting 2017).
De plaats is zetel van het rooms-katholieke territoriale prelatuur Itacoatiara.

## Aangrenzende gemeenten
De gemeente grenst aan Autazes, Boa Vista do Ramos, Careiro da Várzea, Itapiranga, Maués, Manaus, Nova Olinda do Norte, Rio Preto da Eva, Silves en Urucurituba.